# جام باشگاه‌های تهران ۱۳۴۱
جام باشگاه‌های تهران ۱۳۴۱ دوره‌ای از مسابقات جام باشگاه‌های تهران بود که در آذر ماه سال ۱۳۴۱ با حضور ۱۲ تیم آغاز شد و تا اوایل بهمن ماه ادامه داشت. در این فصل از بازیهای قهرمانی تهران تیم فوتبال تاج با کسب ۲۰ امتیاز موفق به کسب عنوان قهرمانی شد.

## نتایج کلی فصل
نتایج کلی تیم‌ها در فصل به این شرح است:

منبع